# Ijailbreak
Ijailbreak (ofta skrivet iJailBreak)är ett datorprogram som används av hackare för att ta sig in i Iphonen för att kringgå de låsta mjukvarorna eftersom Apple inte vill att något annat företag ska kunna vidareutveckla Iphone och göra kopior av den.
En Iphone som inte är "jailbreakad" kan bara installera appar (program) som finns tillgängliga i Appstore. Dessa appar är testade och godkända av Apple, och kan därför betraktas som säkra att använda. Detta system att distribuera programvara ger tillverkaren total kontroll över vad som går att göra med deras hårdvara.